# Spurius Cassius Vecellinus
Spurius Cassius Vecellinus was de eerste uit de patricische gens Cassia, die zich in de geschiedenis een naam maakte. Hij zou driemaal consul zijn geweest, magister equitum zijn geweest en twee keer een triomftocht hebben mogen houden.

## Politieke carrière

### Eerste consulaat: strijd tegen de Sabijnen (502 v.Chr.)
Als consul, samen met Opiter Verginius Tricostus, overwon hij in 502 v.Chr. de Sabijnen (in het bijzonder ook de Aurunci). Hij zou als zodanig een triomftocht over de Sabijnen houden.

### Magister equitum(501 v.Chr.)
In het jaar 501 v.Chr. (volgens anderen 498 v.Chr.) werd hij magister equitum onder de eerste dictator Titus Larcius Flavus.

### Tweede consulaat:secessio plebis,foedus Cassianumencensus(493 v.Chr.)
In 493 v.Chr. opnieuw tot consul verkozen, samen met Postumus Cominius Auruncus, bevorderde hij de verzoening tussen de beide standen na de uittocht van de plebejers naar de heilige berg (secessio plebis). Hij wijdde als consul ook de tempel van Ceres, Liber en Libera (de plebejische godentrias) op de Aventijn in. Hij sloot datzelfde jaar ook een verbond met de Latijnen (foedus Cassianum). Ook zouden de consuls ook nog een census hebben uitgevoerd.

### Derde consulaat (486 v.Chr.)

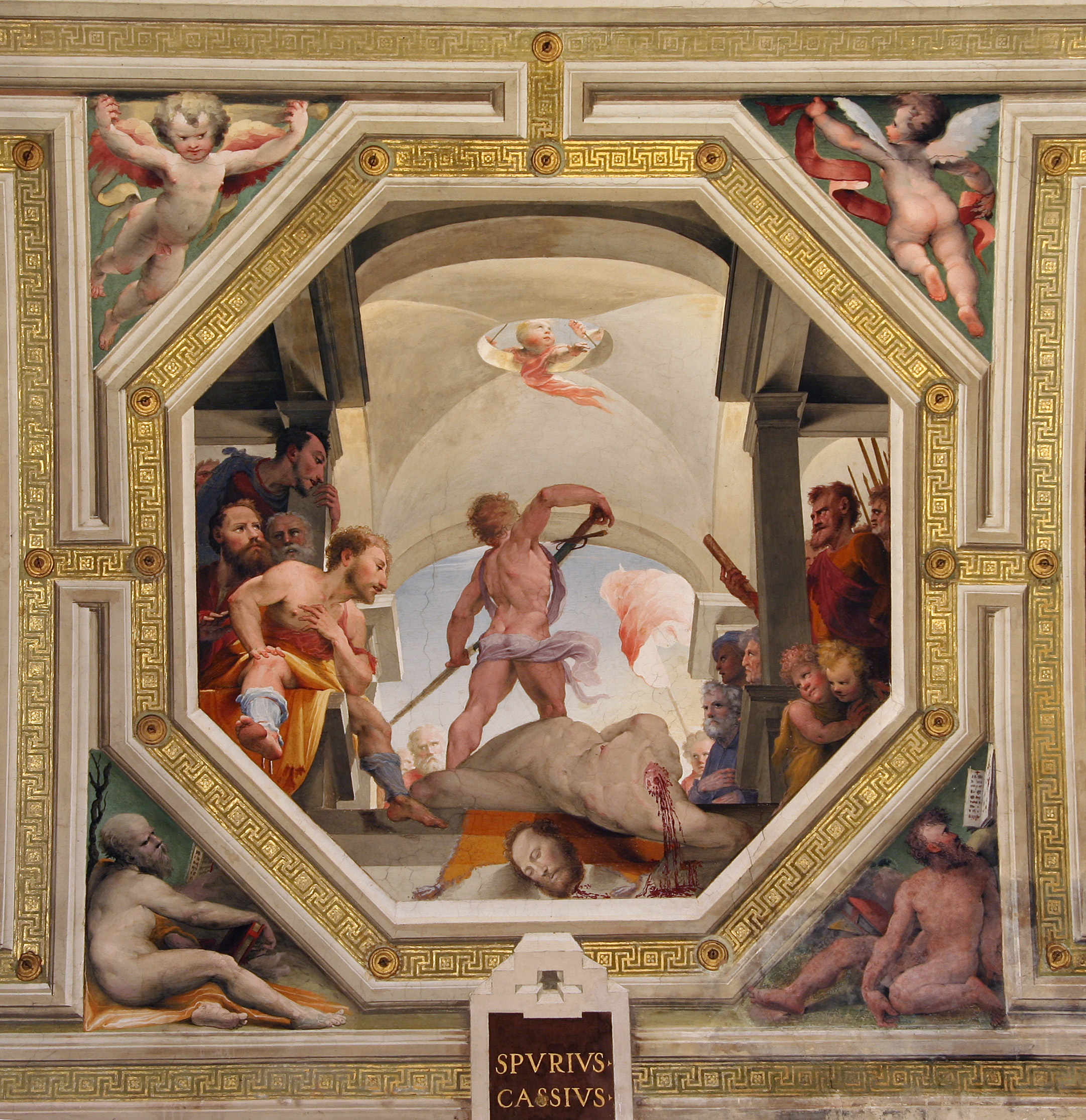
Spurius Cassius wordt gedood door zijn eigen vader (Sala del Concistoro van het Palazzo Pubblico in Siena).

In 486 v.Chr. werd hij voor de derde maal tot consul verkozen.
Cassius ging de strijd aan met de Hernici, zou met hen een verdrag sluiten en een tweede triomftocht houden voor deze overwinning. Zijn collega Proculus Verginius Tricostus Rutilus ging intussen de strijd aan met de Aequi.
Spurius stelde vervolgens de eerste lex agraria (lex Cassia agraria) voor, volgens dewelke de door de patriciërs in bezit genomen ager publicus, onder de burgers, de Latijnen én de Hernici zou worden verdeeld. Cassius kende tegenstand van zijn ambtgenoot Proculus Verginius Tricostus Rutilus en zelfs van de tribuni plebis, omdat hij de bondgenoten (socii) naar Rome had geroepen voor de stemming. Toch was de senaat genoodzaakt in alles toe te stemmen.

### Proces tegen Spurius Cassius Vecellinus en zijn terechtstelling (485 v.Chr.)
Na afloop van zijn ambt werd Cassius echter in het volgende jaar voor het gerecht gedaagd.
Hij werd door het volk, verzameld in de curia onder de quaestores Kaeso Fabius Vibulanus en Lucius Valerius Potitus, wegens perduellio (hoogverraad) ter dood veroordeeld. Hij zou daarop van de Tarpeïsche rots zijn geworpen. Livius wijkt hier enigszins van af, namelijk dat de opneming van de bondgenoten onder de verdeling hem bij het volk had verdacht gemaakt, dat met nijd op deze gunst neerzag.
Ook was er nog een overlevering dat de vader van Cassius, overtuigd dat de patricische stand door deze wet werd benadeeld, zijn zoon eigenhandig doodde.
Vast staat alleen het feit, dat Cassius wegens het streven naar het koningschap ter dood werd gebracht. Ook zijn huis werd afgebroken en er zou nadien een tempel van Tellus zijn opricht.
Vandaar meende men, kwam het dat de nakomelingen van Cassius niet meer tot de patricische stand behoorden, terwijl anderen dit feit aldus verklaren, dat de nakomelingen het hadden versmaad, nog langer tot een stand te behoren, waarin een moord op een bloedverwant was gepleegd.